# TürkmenÄlem 52°E / MonacoSAT
O TurkmenÄlem 52E é um satélite de comunicação geoestacionário turcomeno construído pela Thales Alenia Space. Ele está programado para ser colocado na posição orbital de 52 graus de longitude leste e é operado pelo Ministério turcomeno das comunicações. O satélite foi baseado na plataforma Spacebus-4000C2 e sua expectativa de vida útil é de 15 anos.

## História
O governo do Turcomenistão contratou em novembro de 2011 a Thales Alenia Space para construir o primeiro satélite de telecomunicações do país, inicialmente planejado para ser lançado em 2014 em um slot orbital controlado pelo governo de Mônaco.
A decisão de avançar com o projeto nacional de satélite segue a criação, no início de 2011, de uma agência espacial turcomeno, cujo objetivo inclui comunicações via satélite e a operação do satélite em território turcomeno.
O Ministério das Comunicações turcomeno assinou um acordo com a Space Systems International-Monaco SAM para que o satélite turcomeno fosse colocado na posição orbital de 52° leste, que é um slot orbital registrado por Mônaco. O satélite fornece 10 quilowatts de energia para a carga e para alimentar 38 transponders em banda Ku.
Originalmente programado para um lançamento em um foguete chinês Longa Marcha 3B/G2, ele foi transferido em junho de 2013, para ser lançado por um foguete Falcon 9 v1.1 da SpaceX que seria lançamento em 2014, mas que acabou sendo transferido para o ano seguinte. Devido as alterações feitas pelo ITAR, a mudança era necessária, como algumas peças fabricadas nos Estados Unidos já não podia ser mais exportadas para a China para o lançamento do mesmo.

## Lançamento
O satélite foi lançado com sucesso ao espaço no dia 26 de abril de 2015, às  23:03:00 UTC, por meio de um veiculo Falcon 9 v1.1, lançado a partir da Estação da Força Aérea de Cabo Canaveral, na Flórida, EUA. Ele tinha uma massa de lançamento de 4707 kg.

## Capacidade e cobertura
O TurkmenÄlem 52E é equipado com 38 transponders em banda Ku ativos compartilhados ao longo de 3 vigas. O Ministério turcomeno das comunicações detém 26 TPs que cobrem a Ásia Central, e os 12 TPs restantes com cobertura do Oriente Médio e Norte da África estão totalmente arrendado a SES.